# Danny Boyle
Daniel "Danny" Boyle, född 20 oktober 1956 i Radcliffe, Greater Manchester, är en brittisk-irländsk filmregissör, producent, manusförfattare och teaterregissör.
Boyle debuterade med filmen Dödsleken, 1994 som fick pris som bästa brittiska film på 1995 års BAFTA-gala. Sedan dess har Boyle bland annat regisserat Trainspotting (1996) The Beach (2000) 28 dagar senare (2002) och Slumdog Millionaire (2008).
Slumdog Millionaire nominerades till tio Oscars och vann åtta vid 2009 års Oscarsgala, däribland bästa film och bästa regi.
År 2012 regisserade han de olympiska spelens invignings- och avslutningsceremoni, tillsammans med elektroniska musikgruppen Underworld.

## Filmografi i urval
- 1994 – Dödsleken
- 1996 – Trainspotting
- 1997 – A Life Less Ordinary
- 2000 – The Beach
- 2002 – 28 dagar senare
- 2004 – Millions
- 2007 – 28 veckor senare (exekutiv producent)
- 2007 – Sunshine
- 2008 – Slumdog Millionaire
- 2010 – 127 timmar
- 2013 – Trance
- 2015 – Steve Jobs
- 2017 – T2: Trainspotting
- 2019 – Yesterday
- 2025 – 28 Years Later